# Белл, Джордж (художник)
Джордж Белл (англ. George Bell, полное имя George Frederick Henry Bell; 1878—1966) — австралийский художник.

## Биография
Родился 1 декабря 1878 года в мельбурнском пригороде Кью, штат Виктория, сын государственного служащего George Bell и его жены Clara, урождённой Barlow.
Первоначально учился в средней школе Кью. С 1895 по 1903 год учился в художественной школе  National Gallery of Victoria Art School, где его учителями были Фредерик Маккаббин и Джордж Коутс. Затем в 1903 году поехал в Европу и продолжил учебу в Париже  у Жана-Поля Лоранаи в Лондоне у Филиппа Коннарда. После несколько раз посещал Италию и выставлял свои работы во Франции, Германии, Соединенных Штатах Америки и Англии.

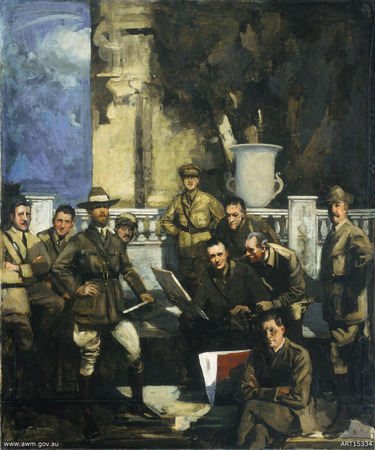
Белл на картине Джорджа Коутса Australian official war artists, 1916-1918 (см. описание внутри иллюстрации)

Во время Первой мировой войны Белл работал преподавателем и на военном заводе. С октября 1918 до конца 1919 года он был официальным военным художником в 4-й дивизии Австралийских имперских сил. В числе его работ главной является картина битвы при Амеле в департаменте Сомма: Dawn at Hamel 4 July 1918, которая была завершена в Австралии в 1921 году и в настоящее время находится в Австралийском военном мемориале. 21 февраля 1922 года женился в мельбурнском пригороде Elsternwick на Edith Lucy Antoinette Hobbs. С 1923 по 1950 год Белл работал в качестве художественного критика в Sun News-Pictorial.
В 1932 году Джордж Белл и Арнольд Шор (Arnold Shore) открыли в Мельбурне художественную школу на Bourke Street 443, которая стала городским центром современного искусства. В числе их известных выпускников были художники — Рассел Дрисдейл, Сали Герман и Уильям Салмон. Позже в этом же году Белл сформировал художественную группу Contemporary Group of Melbourne. В 1934 году он совершил длительную учебную поездку в Англию, где заинтересовался творчеством Иэна Макнаба. По возвращении в Австралию создал общество Contemporary Art Society, став его президентом. Среди художников, поддержавших Белла стали Сали Герман и Констанс Стоукс.
В 1966 году Джордж Белл был удостоен ордена Британской империи (OBE, офицер).
Умер 23 октября 1966 года в собственном доме в пригороде Мельбурна Toorak, пережив свою жену и дочь.
Работы Джорджа Белла находятся во многих музеях Австралии.